# Aquaterrarium

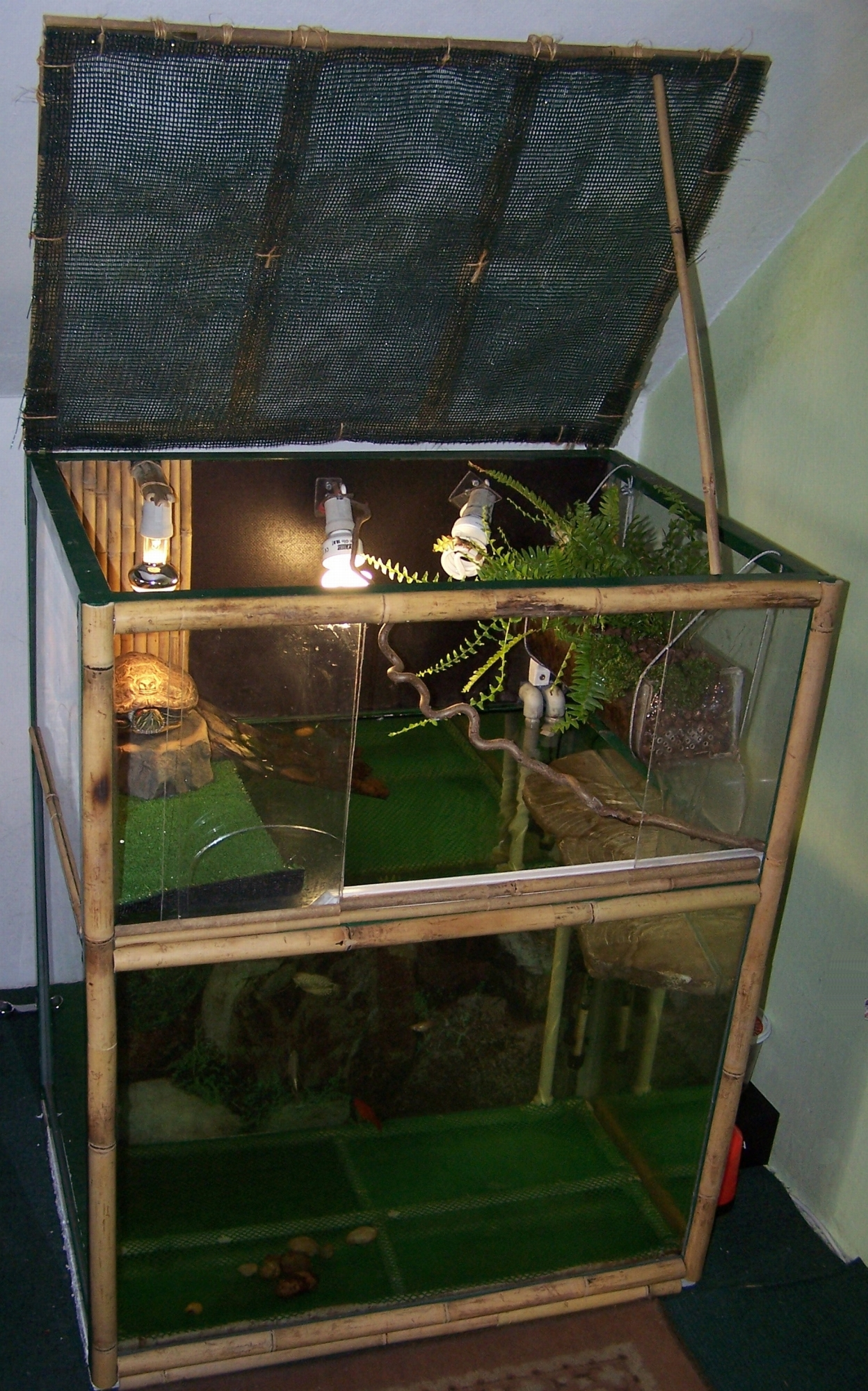
Een eenvoudig aquaterrarium.

Een aquaterrarium is een dierenverblijf dat het midden houdt tussen een terrarium en een aquarium.  
In een aquaterrarium wordt zowel een biotoop met water, als een biotoop met land opgebouwd, zoals ook gebruikelijk in een paludarium, of wanneer expliciet een rivieroever wordt gesimuleerd een riparium. De watercomponent is dominanter bij een aquaterrarium aanwezig. Een aquaterrarium is bedoeld voor salamanders en schildpadden.